# Depeguindze
Depeguindze (en georgiano: დეპეგინძე; en abjasio: Деԥегинӡа, romanizado: Depeguindza) es una aldea que pertenece a la parcialmente reconocida República de Abjasia, dentro del distrito de Ochamchire, aunque de iure es parte del municipio de Ochamchire de la República Autónoma de Abjasia de Georgia.

## Geografía
Alapankvara se encuentra en el curso superior del río Toumish, a 38 km de Ochamchire. Las aldea se administra desde el pueblo de Somjuri Atara.  